# Salamonde (San Amaro)
Salamonde (llamada oficialmente Santa María de Salamonde) es una parroquia del municipio español de San Amaro, en la provincia de Orense, Galicia.

## Organización territorial
La parroquia está formada por quince entidades de población:

### Entidades de población
Entidades de población que forman parte de la parroquia:
- A Pallota
- As Quintas
- Barrio
- Campo Lamela
- Castro
- Ferradal
- Gaíme
- Gontán
- Lamego
- Outeiro
- San Roque
- Santa Eufemia
- Souto

### Despoblados
Despoblados que forman parte de la parroquia:
- Casanova
- Veiga

## Demografía
| Gráfica de evolución demográfica de Salamonde entre 2000 y 2023 |
|                                                                 |
| Datos según el nomenclátor publicado por el INE.                |